# Оршова
Оршова (на румънски: Orşova; на български: Oрсово; на немски: Orschowa; на унгарски: Orsova) е град в Румъния. Намира се в югозападния дял на страната, в историческата област Банат. Оршова е вторият по значение град в окръг Мехединци.
В средновековието е част от България, във втората половина на ХІV в. е в границите на Видинското царство, българското име на града е Орсово.

## Природни особености
Град Оршова се намира в крайния южен дял на историческата област Банат, недалеч от границата ѝ с Влахия. Срещу града се намира сръбското населено място Текия. Близо до града се намират и крайните части на Карпатите.
За създаването на язовир „Железни врата“ старата част на Оршова е потопена, а сега е изграден нов град.

## Население
Мнозинството от населението в града са румънци, съществуват циганско и сръбско малцинство.